# Кэмпбелл, Джонни (футболист, 1869)
Джон Ми́ддлтон Кэ́мпбелл (англ. John Middleton Campbell; 19 февраля 1869, Рентон, Шотландия — 8 июня 1906), более известный как Джо́нни Кэ́мпбелл (англ. Johnny Campbell) — шотландский футболист, центральный нападающий. В 1888 году выиграл Кубок Шотландии с ФК «Рентон». В 1890 перешёл в английский «Сандерленд», где трижды становился чемпионом Англии (1892, 1893, 1895) и лучшим бомбардиром чемпионата (в те же годы).

## Клубная карьера
Футбольную карьеру Джон Кэмпбелл начал в родном городе в команде «Рентон Юнион», из которой перешёл в одну из лучших шотландских команд 1880-х годов — ФК «Рентон». 4 февраля 1888 года он, в составе своей команды, выиграл Кубок Шотландии. В финале был обыгран ФК «Комбусланг» 6:1, и один из мячей записал на свой счёт Джон. После победы 4:1 19 мая 1888 года над английским клубом «Вест Бромвич Альбион» ФК «Рентон» называли «неофициальным чемпионом мира». Несмотря на успех клуба, Джон хотел играть в Англии.

### «Сандерленд»
Его дебют за «Сандерленд» состоялся 18 января 1890 года в матче на Кубок Англии против «Блэкберн Роверс» («Сандерленд» проиграл 2:4 в дополнительное время). В первом сезоне в Футбольной Лиге «Сандерленд» занял седьмое место, а Кэмпбелл забил 19 голов. Первый свой гол за новый клуб Джон забил 15 сентября 1890 года в домашнем матче с «Вулверхэмптон Уондерерс» («Сандерленд» проиграл 3:4). Лучшими его матчами в этом сезоне стали игры 25 октября 1890 года против «Болтон Уондерерс», когда он забил 4 гола («Сандерленд» выиграл 5:2) и 10 января 1891 года с «Астон Виллой», когда он сделал хет-трик («Сандерленд» выиграл 5:1). Вместе с Джимми Милларом, Дэви Ханной, Джоном Скоттом, а с 1891 года с Джимми Ханной он составлял «звёздную» линию атаки «Сандерленда». «Команда всех талантов» в течение 4 лет до 1895 выиграла три чемпионата, а в 1894 заняла второе место, следом за «Астон Виллой». В сезоне 1891/92 Джон забил 29 гола, что на тот момент было лучшим результатом для Футбольной Лиги. В следующем году он стал лучшим бомбардиром во второй раз, снова забив 29 голов. В сезоне 1893/94 его результативность снизилась — всего 18 голов. В сезоне 1894/95 Джон забивает 19 гола и снова становится лучшим бомбардиром Первого дивизиона. Это был последний удачный для Джона сезон в «Сандерленде».
Далее его результативность падает: 1895/96 — 15 голов, 1896/97 — 4 гола (и предпоследнее 15 место «Сандерленда» в чемпионате страны). Всего в «Сандерленде» он забил 133 гола (из них два покера и 8 хет-триков) в чемпионате и 18 (в 25 играх) в Кубке Англии, и является одним из лучших нападающих XIX века (больше в XIX веке в Футбольной Лиге забивали только Стив Блумер и Джон Дэви, которые сыграли в большем количестве матчей).

### «Ньюкасл Юнайтед»
Сезон 1897/98 Кэмпбелл провёл во Втором Дивизионе, играя за «Ньюкасл Юнайтед» (переход игрока последнему обошёлся в 40 фунтов стерлингов). Он провёл 23 игры, забил 9 голов и помог клубу занять второе место и выйти в Первый дивизион. Однако из-за внутриклубных проблем он был вынужден покинуть команду и больше уже в профессиональный футбол не возвращался.

## Достижения

### Командные достижения
«Рентон»
- Обладатель Кубка Шотландии: 1888

«Сандерленд»
- Чемпион Англии (3): 1891/92, 1892/93, 1894/95

### Личные достижения
- Лучший бомбардир Первого дивизиона Футбольной лиги (3): 1892, 1893, 1895

## Статистика выступлений

### Обзор карьеры
| Команда                     | Период           | Официальные матчи | Официальные матчи | Неофициальные матчи | Неофициальные матчи | Итого | Итого |
| Команда                     | Период           | Игры              | Голы              | Игры                | Голы                | Игры  | Голы  |
| --------------------------- | ---------------- | ----------------- | ----------------- | ------------------- | ------------------- | ----- | ----- |
| Рентон                      | 1886—1889        | 50                | 29                | 2+                  | 1+                  | 52+   | 30+   |
| Сандерленд                  | 1889—1897        | 222               | 158               | 178                 | 150                 | 400   | 308   |
| Ньюкасл Юнайтед             | 1897—1898        | 29                | 12                | 1+                  | ?                   | 30+   | 12+   |
| Сборная Дамбартоншира       | 1887—1889        | 3                 | 2                 | 0                   | 0                   | 3     | 2     |
| Сборная Северного Ланкашира | 1892             | 1                 | 2                 | 0                   | 0                   | 1     | 2     |
| Шотландия                   | 1889—1896        | -                 | -                 | 2                   | 2                   | 2     | 2     |
| Всего за карьеру            | Всего за карьеру | 305               | 203               | 183+                | 153+                | 488+  | 356+  |

### Клубная карьера
| Клуб             | Сезон            | Лига | Лига | Кубки | Кубки | Прочие | Прочие | Итого | Итого | Товарищеские матчи | Товарищеские матчи | Всего | Всего |
| Клуб             | Сезон            | Игры | Голы | Игры  | Голы  | Игры   | Голы   | Игры  | Голы  | Игры               | Голы               | Игры  | Голы  |
| ---------------- | ---------------- | ---- | ---- | ----- | ----- | ------ | ------ | ----- | ----- | ------------------ | ------------------ | ----- | ----- |
| Рентон           | 1885/86          | -    | -    | 0     | 0     | 1+     | ?      | 1+    | ?     | ?                  | ?                  | ?     | ?     |
| Рентон           | 1886/87          | -    | -    | 7     | 3+    | 3+     | 2+     | 10+   | 5+    | ?                  | ?                  | ?     | ?     |
| Рентон           | 1887/88          | -    | -    | 8     | 3+    | 2+     | ?      | 10+   | 3+    | 1+                 | ?                  | 11+   | ?     |
| Рентон           | 1888/89          | -    | -    | 8     | 5+    | 3+     | 4+     | 11+   | 9+    | 1+                 | 1+                 | 12+   | 10+   |
| Рентон           | Итого            | 0    | 0    | 23    | 13    | 27     | 16     | 50    | 29    | 2+                 | 1+                 | 52+   | 30+   |
| Сандерленд       | 1889/90          | -    | -    | 1     | 0     | 3      | 2      | 4     | 2     | 45                 | 49                 | 49    | 51    |
| Сандерленд       | 1890/91          | 21   | 18   | 5     | 5     | 0      | 0      | 26    | 23    | 27                 | 25                 | 53    | 48    |
| Сандерленд       | 1891/92          | 24   | 31   | 5     | 7     | 0      | 0      | 29    | 38    | 22                 | 22                 | 51    | 60    |
| Сандерленд       | 1892/93          | 27   | 30   | 3     | 3     | 3      | 3      | 33    | 36    | 19                 | 16                 | 52    | 52    |
| Сандерленд       | 1893/94          | 25   | 16   | 3     | 0     | 0      | 0      | 28    | 16    | 17                 | 14                 | 45    | 30    |
| Сандерленд       | 1894/95          | 30   | 20   | 4     | 2     | 1      | 1      | 35    | 23    | 12                 | 5                  | 47    | 28    |
| Сандерленд       | 1895/96          | 30   | 14   | 2     | 2     | 0      | 0      | 32    | 16    | 24                 | 14                 | 56    | 30    |
| Сандерленд       | 1896/97          | 29   | 4    | 2     | 0     | 4      | 0      | 35    | 4     | 12                 | 5                  | 47    | 9     |
| Сандерленд       | Итого            | 186  | 133  | 25    | 19    | 11     | 6      | 222   | 158   | 178                | 150                | 400   | 308   |
| Ньюкасл Юнайтед  | 1897/98          | 21   | 9    | 3     | 2     | 3      | 1      | 27    | 12    | 1+                 | ?                  | 28+   | 12+   |
| Ньюкасл Юнайтед  | 1898/99          | 2    | 0    | 0     | 0     | 0      | 0      | 2     | 0     | ?                  | ?                  | ?     | ?     |
| Ньюкасл Юнайтед  | Итого            | 23   | 9    | 3     | 2     | 3      | 1      | 29    | 12    | 1+                 | ?                  | 30+   | 12+   |
| Всего за карьеру | Всего за карьеру | 209  | 142  | 51    | 34    | 41     | 23     | 301   | 199   | 181+               | 151+               | 482+  | 350+  |